# Álvaro Ribeiro (jornalista)
Álvaro Ribeiro (Campinas, Província de São Paulo, Império do Brasil, 17 de fevereiro de 1876 - Campinas, Estado de São Paulo, Estados Unidos do Brasil, 13 de agosto de 1929), foi um jornalista e político brasileiro, mais conhecido por ter sido fundador do Correio Popular, jornal diário da cidade de Campinas, no interior paulista, onde continua a circular,assim como em sua região metropolitana, até os dias de hoje, desde sua fundação em  1927, fazendo dele o jornal mais antigo da localidade ainda em circulação.

## Biografia
Filho do comerciante Antônio Joaquim Ribeiro e Maria Augusta Diniz Ribeiro, ambos de origem portuguesa, Álvaro foi uma das figuras de destaque da sociedade campineira nos tempos da República Velha. 
Embora seja mais frequentemente lembrado por ter fundado, em 1927, o jornal Correio Popular, Ribeiro também foi cofundador do Diário do Povo, que nasceu em 1912. Mas antes dos dois tradicionais jornais estrearem nas ruas e avenidas de Campinas, Ribeiro trabalhou no jornal Cidade de Campinas, e por último, no jornal Comércio de Campinas, que funcionou de setembro de 1900 até meados da década seguinte.
Durante seus anos de trabalho no jornalismo, Ribeiro também se destacou na política de sua cidade natal. Tendo sido eleito  vereador, iniciou sua primeira legislatura  em 1908, cargo para o qual foi reeleito mais seis vezes consecutivas, durante as quais sempre integrou a ala oposicionista da Câmara Municipal.
Um fato especialmente notável ocorreu em 1922, ano em que se realizava a Exposição do Centenário da Independência, no Rio de Janeiro. Segundo a historiadora campineira Beatriz Piva Momesso, pela união dos esforços de Álvaro Ribeiro e de Raphael de Andrade Duarte, então prefeito de Campinas, conseguiu-se um pavilhão inteiro na exposição dedicado exclusivamente para a cidade de Campinas, que foi a única cidade do interior paulista a se fazer representada na avenida das Nações (atual Avenida Presidente Wilson). Ainda de acordo com a historiadora, conforme nota publicada no jornal Gazeta de Campinas, o pavilhão de Campinas era tão impressionante quanto o pavilhão do estado de São Paulo, ou até superior a este.
Também desempenhou papel de liderança durante a instabilidade provocada pela Revolta Paulista de 1924, deflagrada para derrubar o governo de Artur Bernardes. Nesse contexto, com a tomada de Campinas pelas tropas revoltosas, Álvaro Ribeiro foi nomeado "governador revolucionário de Campinas" por Olyntho Mesquita de Vasconcellos, então tenente-coronel e comandante do 2º G.A.M. (Grupo de Artilharia da Montanha), de Jundiaí. e um dos líderes da rebelião tenentista.
Após a derrota dos rebeldes pelas forças legalistas, o que, no interior, somente se realizou em setembro, o Estado brasileiro movimentou empreendeu esforços para punir os rebeldes. Temendo ser preso, Ribeiro buscou exílio em Portugal ainda em 1924. Mais tarde, em janeiro de 1926, foi enviado, ao então Presidente do Estado de São Paulo Carlos de Campos, um  abaixo-assinado contendo 556 assinaturas, realizadas por diversos grupos sociais da cidade de Campinas, tais como comércios e indústrias (donos e funcionários), proprietários, lavradores, trabalhadores ferroviários, escrivães, engenheiros, dentistas, farmacêuticos, médicos e advogados.   

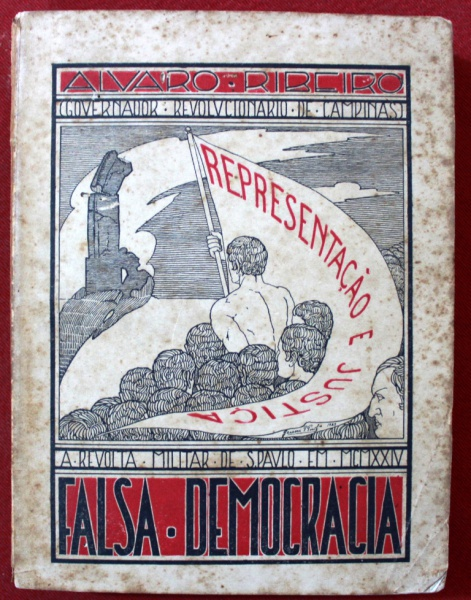
Capa do livro "Falsa Democracia"

Finalmente, com a eleição de Washington Luís, de quem Ribeiro era próximo, retornou este à sua terra natal. Quanto ao processo criminal no qual era acusado de ter sido cúmplice na revolta, ao final foi absolvido pelo Plenário do Supremo Tribunal Federal (STF), confirmando-se o julgamento inicial na sentença, prolatada por Washington Osório de Oliveira, então juiz titular da 1ª Vara Federal da Seção do Estado de São Paulo.

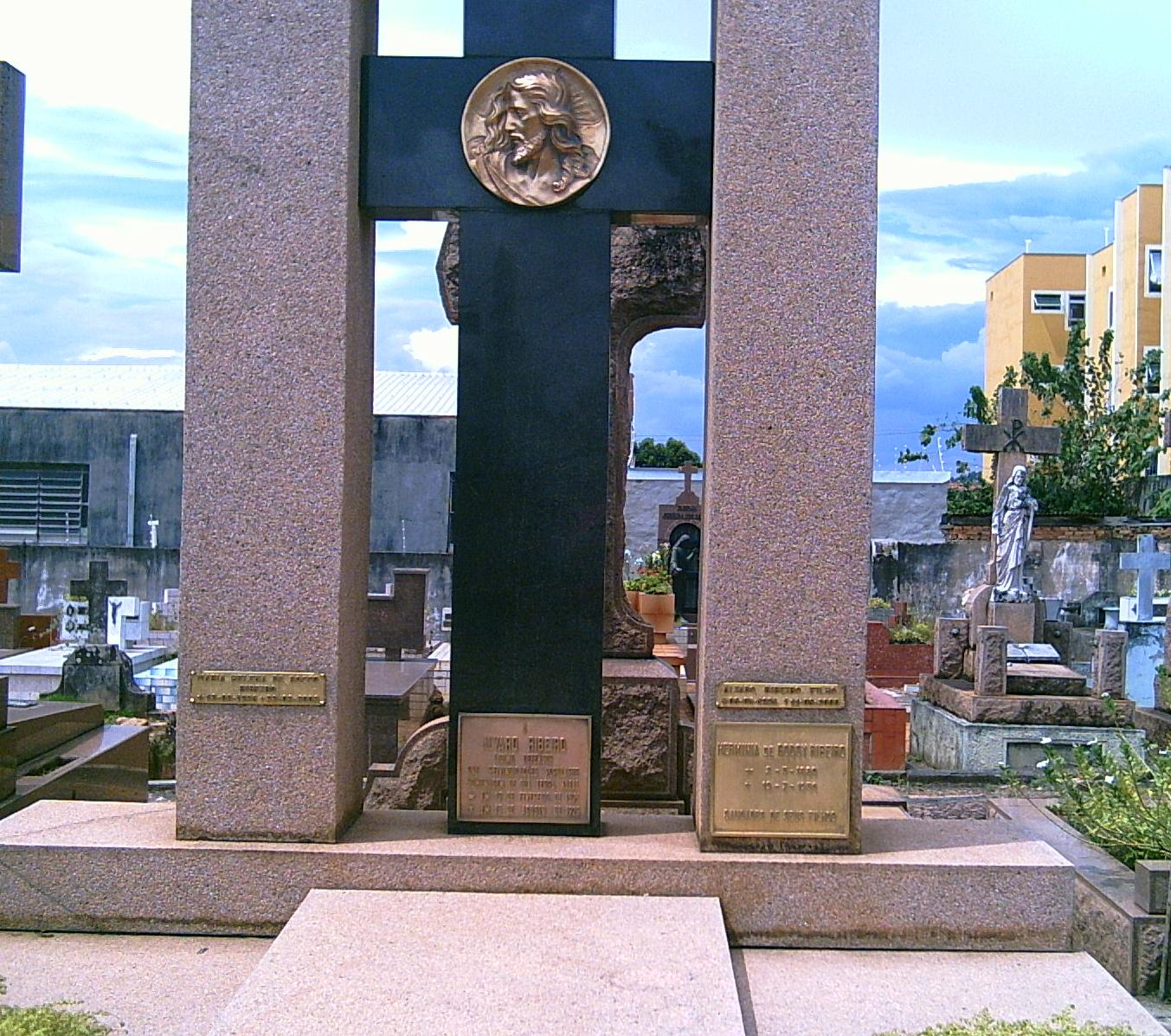
Túmulo de Álvaro Ribeiro e familiares

Durante o exílio, nasceu o único escrito em forma de livro que sua breve vida lhe permitiu publicar – "Falsa Democracia: A Revolta de São Paulo em 1924"  – cujo título não deixa dúvidas da oposição do autor ao jogo político que vigorou no período da história brasileira, caracterizado pelo forte controle do Estado e da economia pelos latifundiários, política do café com leite, com razão, veio a ser conhecido como "República das Oligarquias".

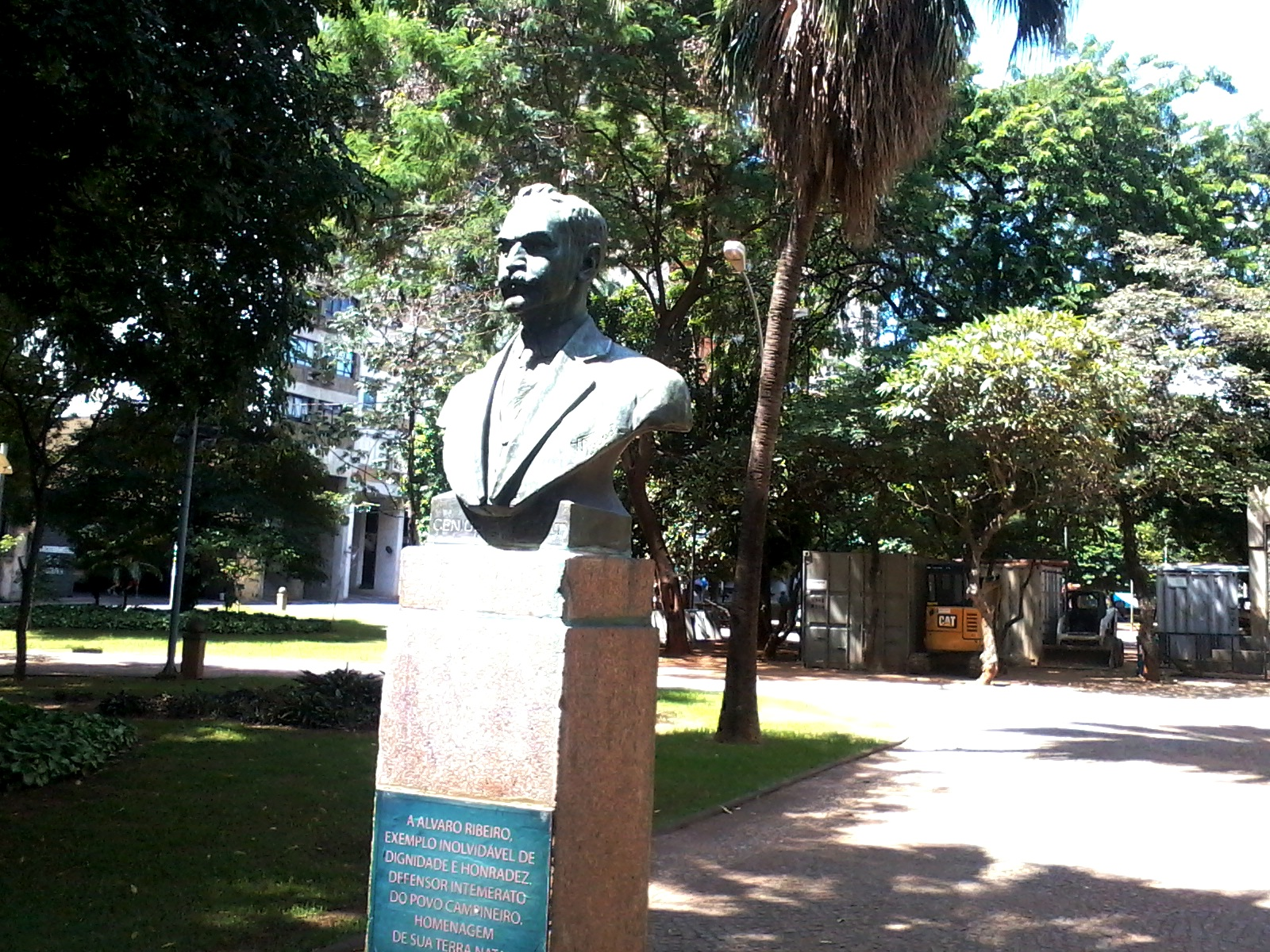
Busto de Álvaro Ribeiro no Largo do Pará.

Em 13 de agosto de 1929, quando contava com 53 anos de idade, tendo sido velado e sepultado no Cemitério da Saudade. Álvaro veio a sofrer um ataque cardíaco, que ocorreu em circunstâncias que levaram sua família suspeitar da possibilidade de que a saúde de Álvaro poderia ter sido afetada durante o exílio.  
Mais tarde, providenciou-se a realização de uma escultura em homenagem à sua memória, trabalho que ficou a cargo de Vilmo Rosada, artista e conterrâneo do homenageado. Em 04 de setembro de 1952, o busto de Ribeiro, feito em bronze e granito, foi instalado no Largo do Pará, onde permanece até os dias de hoje. Além do busto, foi afixada na coluna que o sustenta uma placa com a inscrição: "A Álvaro Ribeiro, exemplo inolvidável de dignidade e honradez. Defensor intemerato do povo campineiro. Homenagem de sua terra natal."

### Atuação de Ribeiro no Jornalismo

#### Diário do Povo
Antes de fundar um jornal próprio, Ribeiro fora redator no jornal "Comércio de Campinas", jornal que circulou em Campinas de setembro de 1900 até até meados da década seguinte. Nesse jornal, estivera na chefia das oficinas de impressão Antônio Franco Cardoso ( "Cardosinho", como era chamado), de quem Ribeiro, diante do encerramento das atividades daquele jornal, tornou-se sócio, com o objetivo de fundar juntos um jornal próprio, dando origem ao tradicional "Diário do Povo", que nasceu em 20 de janeiro de 1912.
Passado pouco mais de uma década, desentendimentos entre os sócios atingiram tal ponto que, em 1924, Ribeiro deixou a codireção do Diário do Povo, que passou ao comando total de Cardosinho, que conduziu o jornal até seu falecimento, em 1959, quando o jornal passou à administração de sua família, que se esforçou por conduzir o jornal, em meio a dificuldades financeiras e administrativas, que infelizmente não foram superadas, de modo que a família de Cardoso, pouco a pouco, abriu mão do jornal em favor de José Augusto Roxo Moreira, um herdeiro da indústria têxtil que nutria o sonho de ter um empreendimento jornalístico.
Adquirido o Diário do Povo por Roxo Moreira, este promoveu uma importante modernização tecnológica ao Diário do Povo, introduzindo diversos equipamentos modernos da época, como o  telex e o teletipo, a fim de fazer frente ao Correio Popular, então já um jornal estabelecido e prestigiado na cidade. Os resultados positivos que a modernização tecnológica produzira não foram, contudo, duradouros, levando o jornal a outra crise.
Após a nova crise financeira, o jornal foi novamente vendido, dessa vez para Orestes Quércia, político paulista que também era proprietário do Grupo Solpanamby, conglomerado que então concentrava propriedade de diversos periódicos, entre os quais Jornal de Hoje (JH), que até então enfrentava concorrência do Diário do Povo.
Por último, o jornal veio a ser adquirido pela família Godoy, que então já era proprietária do Correio Popular, assim como de de todos as demais publicações e empreendimentos do conhecido Grupo RAC (Rede Anhanguera de Comunicação), que veio a nascer entre 1996 e 1997., 
Embora tenha sobrevivido sua versão eletrônica, as edições impressas do Diário do Povo circularam pela última vez no início de novembro de 2012, pouco após o jornal ter completado seu centenário. 

#### Correio Popular

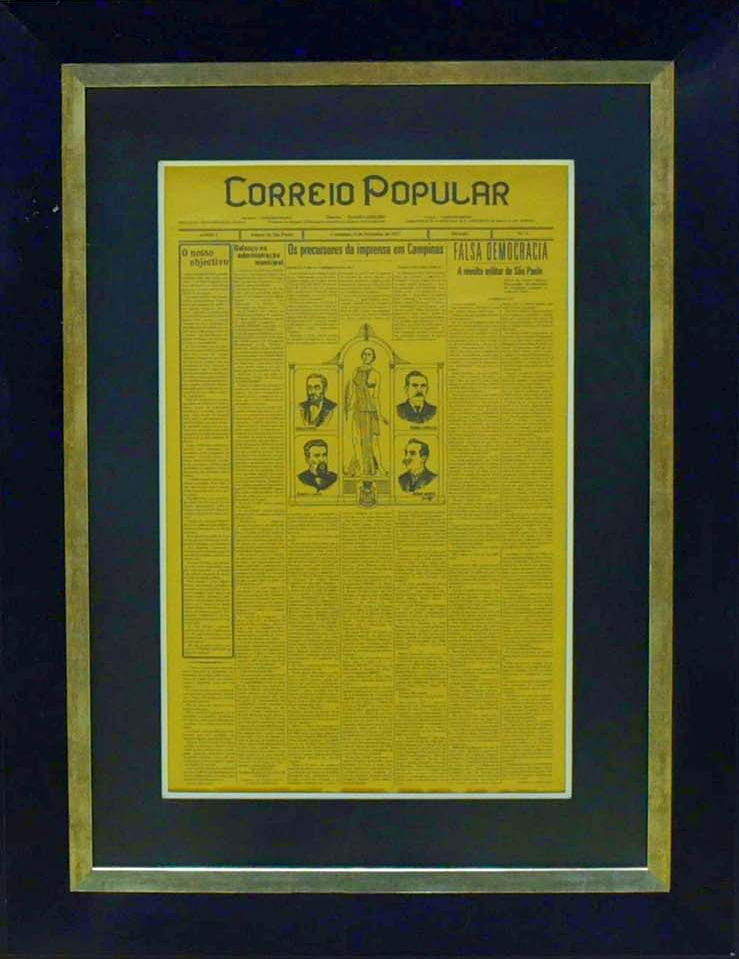
Primeira capa do jornal Correio Popular, de

Fundado em 4 de setembro de 1927, o Correio Popular veio a se tornar o jornal mais prestigiado da cidade por décadas. Apesar das dificuldades sucessivas causadas pela instabilidade política das décadas que seguiram ao falecimento de Ribeiro, seu fundador, especialmente durante a Era Vargas e, mais tarde, durante os anos da ditadura militar (1964-1985), o jornal continuou a funcionar, avançando em sua qualidade técnica e prestígio em Campinas e nas cidades da região, desenvolvendo uma presença tal no cotidiano dos campineiros que a história de Campinas, no que diz respeito à maior parcela do século XX, se mistura com a história do Correio.
Por décadas desde seu lançamento, o Correio produzia seus exemplares diários na linotipo, máquina em que se uniam os tipos de chumbo fundidos com um teclado semelhante ao de uma máquina de escrever. Em 1982, o jornal adotou a impressão off-set, que permite que o jornal seja desenhado desde o início diretamente de um computador, o que representou um grande salto em qualidade produtiva.[5]
Em 1938,o jornal foi vendido para Sylvino de Godoy, que abriu a companhia "Correio Popular S/A" em março daquele ano, passando a ser seu presidente. Três anos mais tarde, em junho de 1941, é inaugurado o novo prédio que viria a abrigar o Correio por mais de quatro décadas, na esquina das ruas Conceição e Dr. Quirino.]
Desde então, o Correio Popular foi dirigido pela família Godoy. Com o falecimento de Sylvino de Godoy em 1970, o jornal passou a ser dirigido por Edvard de Vita Godoy. Em 1987, o comando do Correio passaria a Sylvino de Godoy Neto, que desde então é presidente do Correio e do Grupo RAC até os dias de hoje, tendo sido responsável por grandes avanços do jornal nos aspectos técnico e comercial. Em 1999, o Grupo RAC e o Correio mudaram para o prédio onde estão suas instalações atualmente, na Rua Sete de Setembro, n° 189, na Vila Industrial, em Campinas. Ainda hoje, o Correio Popular segue sendo o mais prestigiado jornal diário de Campinas e região.[7]
Em 1922, por ocasião da Exposição do Centenário da Independência, no Rio de Janeiro, Campinas foi a única cidade do interior paulista a ser representada com um estande próprio na avenida das Nações, fruto do trabalho desenvolvido por Álvaro Ribeiro.